# История российского шоу-бизнеса
«Исто́рия росси́йского шоу-би́знеса» — многосерийная телепередача, посвящённая истории российской популярной музыки и шоу-бизнеса.
Каждая серия (кроме последней) посвящена одному году, но содержит помимо событий и явлений этого года отсылки к будущим и предшествующим годам. По сути, это первый телевизионный проект, глобально освещающий такой феномен, как российский шоу-бизнес. Авторы не ставят задачи точно и подробно описывать события каждого года в российской популярной музыке. Акцент делается на периоды развития: от заката советской эстрады и русского рока 80-х до формирования современного «продюсерского» рынка.
Вступительной темой передачи стала песня группы «Ленинград» «Шоу-бизнес».

## Ведущие
- музыкант Сергей Шнуров
- актёр и журналист Борис Корчевников
- голос за кадром Сергей Чонишвили

## Рубрики
- Песня года (повествовалось о трёх-четырёх песнях каждого года)
- Мода года (повествовалось о моде каждого года, чаще всего говорилось о том, что носили звёзды)
- Цифры года (повествовалось о том, сколько заработали/потратили определённые люди)
- Слухи года (повествовалось о трёх-пяти слухах каждого года)
- Телеэфир года (повествовалось о тройке самых популярных телепередач/сериалов каждого года)

## Герои фильма
В проекте принимали участие или стали его героями многие музыканты, телеведущие, продюсеры и режиссёры, имеющие отношение к развитию российской музыки: Андрей Макаревич, Виктор Цой, Алёна Свиридова, Дима Билан, Лайма Вайкуле, Игорь Николаев, Максим Леонидов, Илья Лагутенко, Леонид Парфёнов, Андрей Малахов, Дмитрий Дибров, Гарик Сукачёв, Сергей Галанин, Николай Носков, Рома Зверь, Сергей Лазарев, Юлия Савичева, Земфира и многие другие.

## Список серий
| №  | Описание                          | Дата эфира       |
| -- | --------------------------------- | ---------------- |
| 1  | 1987 год: Начало                  | 25 апреля 2010   |
| 2  | 1988 год: Музыка перемен          | 10 мая 2010      |
| 3  | 1989 год: Ночное рандеву          | 23 мая 2010      |
| 4  | 1990 год: Звёзды из фанеры        | 30 мая 2010      |
| 5  | 1991 год: Выстрел за сценой       | 6 июня 2010      |
| 6  | 1992 год                          | 14 июня 2010     |
| 7  | 1993 год                          | 20 июня 2010     |
| 8  | 1994 год: Мыльные оперы           | 27 июня 2010     |
| 9  | 1995 год: Рейволюция              | 4 июля 2010      |
| 10 | 1996 год: Ретро-бум               | 11 июля 2010     |
| 11 | 1997 год: Рокопопс                | 18 июля 2010     |
| 12 | 1998 год: Наши                    | 25 июля 2010     |
| 13 | 1999 год                          | 1 августа 2010   |
| 14 | 2000 год: Ленинградское время     | 8 августа 2010   |
| 15 | 2001 год: Продюсеры               | 15 августа 2010  |
| 16 | 2002 год: Музыка фабрик           | 22 августа 2010  |
| 17 | 2003 год: Фрики                   | 29 августа 2010  |
| 18 | 2004 год: Интриги и скандалы      | 5 сентября 2010  |
| 19 | 2005 год: Гламур                  | 12 сентября 2010 |
| 20 | 2006—2010 годы: Конец шоу-бизнеса | 19 сентября 2010 |

## Премии
- Премия ТЭФИ—2010 в номинации «Телевизионный документальный сериал».[1]